# Ramón de Mur
Ramón de Mur (Tarragona ?, ... – Tárrega, dopo il 1436) è stato un pittore spagnolo, documentato dal 1412 al 1435 nella regione di Tarragona.

## Biografia

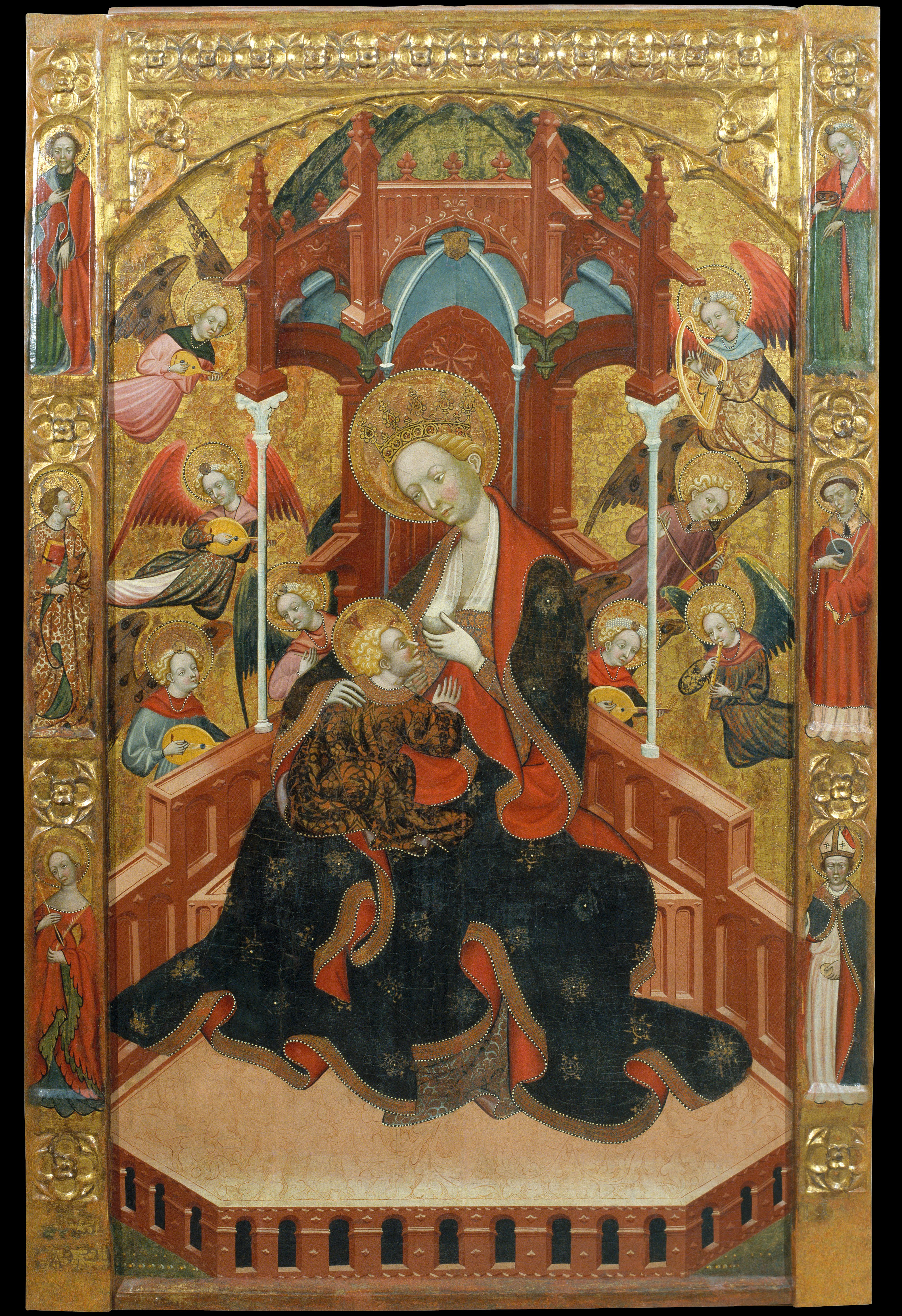
Vergine del latte,

Il suo stile, malgrado l'arcaismo, si ricollega al gotico internazionale. Questo artista indipendente, dotato di immaginazione, utilizza una gamma di colori a volte è sorprendente. Le sue lunghe silhouettes di un preciso grafismo si avvicinano più alla pittura franco-fiamminga che a quello dei suoi contemporanei catalani. Sua opera principale è il Retablo di Guimerá, risalente al 1412 ed ora al Museo Archeologico di Vic, i cui pannelli rappresentano Scene del Vecchio Testamento e Scene dal Nuovo Testamento; si possono notare una sensibilità per la natura, come nel Roveto ardente e nella scena di Caino ed Abele, ed anche un realismo pittoresco, come nel Passaggio del Mar Rosso. Gli sono stati attribuiti anche il Retablo della Vergine di Cervera, la cui tavola centrale ora si trova al museo di Barcellona e il Retablo di San Pietro di Vinaixa, del 1420 circa e conservato al Museo Diocesano di Tarragona.